# Il risveglio dell'ombra
Il risveglio dell'ombra è un romanzo fantasy italiano dello scrittore italo-svizzero Luca Trugenberger e pubblicato per la prima volta da Fanucci nel 2002. È il primo libro del ciclo di Damlo il Roscio e l'opera prima di Trugenberger.
La trama si attiene in modo abbastanza fedele ai canoni del genere, ispirandosi alle opere di J. R. R. Tolkien e Margaret Weis, assieme al tema del viaggio iniziatico. Caratteristiche dell'opera sono una precisa analisi dell'evoluzione adolescenziale del protagonista, descritta da Trugenberger grazie all'esperienza come psicoterapeuta, ed un uso impeccabile della lingua italiana.
Sono in corso di stampa due edizioni, l'edizione in brossura nella Collezione Immaginario e quella economica nella Collezione Tascabili, entrambi Fanucci.

## Trama
Il protagonista è Damlo Rindgren, un giovane orfano che vive con gli zii a Waelton, un paese sito in una valle appartata, in cui gli abitanti costruiscono le proprie case all'interno dei tronchi degli alberi. Damlo è un "roscio", ha cioè i capelli di un caratteristico colore rossastro e viene occasionalmente colto da convulsioni, le quali per la maggior parte dei rosci si rivelano fatali entro i sette anni di età. A Waelton i rosci sono ritenuti portatori di malaugurio, inoltre Damlo ha la fama di un vigliacco, ragioni per cui i coetanei lo disprezzano e tormentano di continuo. Un giorno, poco dopo il suo quattordicesimo compleanno, Damlo finisce casualmente sul carro di due nani di passaggio da Waelton e viene coinvolto suo malgrado nel loro viaggio. I due nani sono il principe Igernas Coursaldo e il suo anziano maestro d'armi Clevas, in missione segreta per raggiungere la Torre di Belsin, sede del maghiarca Ailaram. I due raccontano a Damlo del risveglio dell'Ombra, un'entità immortale e maligna anche chiamata Signore della Paura, che da sempre minaccia il mondo, ma che, a causa della sua natura ultraterrena, può mantenervi una propria presenza solo attraverso una figura che esso periodicamente suscita e che esegue i suoi disegni: il Primo Servo. I due nani vogliono portare vari artefatti al maghiarca, tra cui una zanna di drago, con la quale identificare e contrastare il Primo Servo. Durante il viaggio Damlo stringe amicizia con i nani e vive con loro diverse avventure, lottando contro schiere di predoni e orchetti.  Al trio si unirà anche Uwaën, un avventuriero mezz'elfo, che fa entrare Damlo nella corporazione di criminali chiamata Costa dei Mendici. I quattro ad un certo punto vengono sorpresi da un folto gruppo di orchetti e devono dividersi, sicché Damlo arriva ad Eria, la capitale di un vasto impero chiamato Egemonia, da solo con gli artefatti magici.
A Eria Damlo scopre da uno spirito che si fa chiamare Pozzo la verità sulla sua natura di roscio. I Waeltoniani discendono tutti dall'unione tra un uomo e una draghessa di nome Kaxalandrill; nei rosci il sangue di drago risulta più intenso, cosa che li rende depositari di un enorme potere, il quale però è finora sempre risultato troppo grande per essere sopportato dai loro corpi umani, per questo si manifesta in convulsioni e li uccide. Questo potere, che Damlo si figura come un drago rosso che dorme dentro di lui, viene dal ragazzo battezzato Rexalandrill. Intanto un certo Tatinì gli ruba il carro con la zanna di drago. Il ragazzo, per riaverli, è costretto a compiere un furto su commissione: rubare il sigillo ufficiale dalla residenza di Gevan Bedaran, il reggente dell'Egemonia. Damlo capisce che in mani sbagliate il sigillo servirà a destabilizzare la posizione del reggente, il quale è impegnato nel contrastare i numerosi attacchi e incidenti, che si stanno moltiplicando nell'Egemonia da quando l'Ombra si è risvegliata; tutti queste aggressioni sono guidate da misteriosi uomini armati di spade magiche, gli "Urkrazi"; il committente segreto del furto parrebbe quindi essere a capo degli Urkrazi, e cioè il Primo Servo. Damlo rivela tutto al reggente e si accorda per sabotare il piano del Primo Servo, consegnandogli un sigillo contraffatto. Al palazzo fa la conoscenza di Ticla, la figlia del reggente e sua coetanea, e i due si innamorano a prima vista. Al momento di consegnare il sigillo falso, Damlo viene catturato a tradimento dal principe Norzak di Suruwo. Questi gli confessa di essere il committente del furto, nonché servo del Signore della Paura, e di volere dalla sua parte il ragazzo e il potere che è custodito in lui, gli offre quindi le conoscenze magiche dell'Ombra, per domare il drago che c'è in lui. Damlo, che convive da sempre con la paura di restare ucciso dalla convulsioni, è tentato, ma alla fine decide di scappare. Recupera il carro rubato e si rimette in marcia per la Torre di Belsin.
Grazie al sabotaggio di Damlo, i piani del principe Norzak vengono sventati e lui è costretto a fuggire da Eria. Intenzionato a vendicarsi del ragazzo e ad impadronirsi del potere del drago, si pone alla guida di un battaglione di orchetti e si getta all'inseguimento. I nemici raggiungono la carovana cui si è unito Damlo e la distruggono, ma il ragazzo riesce a confondersi fra loro e a scappare ancora, portando con sé la zanna di drago. In prossimità della Torre di Belsin Norzak riesce a raggiungerlo e lo affronta in combattimento. Al suo fianco si manifesta anche il Primo Servo, che Damlo aveva erroneamente creduto essere Norzak stesso. Damlo è costretto ad appellarsi alla sua stessa paura e riesce ad invocare il potere latente nella zanna di drago, uccidendo Norzak e smascherando il Primo Servo, il cui vero nome è Kudron. Infine riesce ad allontanarsi in groppa al grifone di Norzak. Alla Torre di Belsin Damlo rincontra gli amici nani e Uwaën e consegna la zanna magica al maghiarca Ailaram, che gli promette di aiutarlo ad apprendere la magia e contrastare l'ancora presente minaccia di morire per causa di Rexalandrill.

## Temi
Il libro segue il percorso di crescita del giovane Damlo Rindgren, colto all'inizio del libro nel giorno del quattordicesimo compleanno, ovvero all'ingresso dell'età adulta. Molte tematiche sono miscelate nel personaggio di Damlo, alcune classiche della narrativa per ragazzi, altre tipiche del genere fantasy. All'inizio del libro Damlo soffre in quanto diverso, e viene escluso e braccato dal gruppo degli altri ragazzi, la Legione, che lo apostrofano come il roscio vigliacco.
E a Damlo venne voglia di piangere. Sedersi in quel cerchio! Senza parlare, assaporando con gli altri la storia appena narrata. In quel silenzio sembravano risuonare dei legami che si rinsaldavano tra loro, come se, temprandosi, schioccassero. 

Fu Balso Verdoglio a profanare il silenzio e, per questo, Damlo lo detestò.»
(Il Risveglio dell'Ombra,  capitolo due)
La trama del romanzo è dichiaratamente ispirata alle opere tolkeniane, in particolare al Signore degli Anelli. Il ruolo di Sauron è affidato al Signore della Paura, mentre il ruolo di Saruman, mano dell'ombra, è per il Primo Servo. Torna anche il concetto del male che non si può sconfiggere per sempre, ma che ritorna ciclicamente, tipico dei Multi User Dungeon.
Come nel Signore degli Anelli il Signore Oscuro rimane sullo sfondo ed agisce tramite dei servi. Il ruolo degli Schiavi dell'Anello è qui ricoperto dalle Spade Nere (Urkrazi), uomini dominati da spade magiche che rendono i loro volti distorti dall'odio e malsani, avvolti nei classici mantelli neri. Non appena l'uomo muore, la spada magica cerca un nuovo schiavo, tematica questa già iniziata da Michael Ende ne La storia infinita e formalizzata anche nelle regole di gioco di Dungeons & Dragons, in cui è necessario un check di intelligenza ogni volta che si impugna una spada magica intelligente. Il protagonista si trova a misurarsi con le tentazioni delle spade nere, impugnando la prima per caso e riuscendo a stento a liberarsene, e vedendosi spinto ad impugnare la seconda da un uomo che stava imparando a stimare.

### Waelton e Dragonlance
Il villaggio d'origine del protagonista, Waelton, è chiaramente un omaggio a Solace, paese costruito sugli enormi alberi di Wallenwood nel ciclo di Dragonlance, di Margaret Weis e Tracy Hickman. Anche gli "alberi grassi" di Waelton, infatti, sono alberi incredibilmente grandi che ospitano intere famiglie, ma ci sono delle differenze sostanziali. Se Solace era un semplice villaggio costruito tra gli alberi, in cui le pareti e il mobilio seguivano le curve delle piante, qui le case sono scavate all'interno degli alberi stessi. Se Solace esercita un ruolo importante come simbolo della casa e della bellezza della natura, Waelton è qualcosa di più, è il luogo magico dove l'uomo ha imparato a vivere in armonia con la natura. Grazie alla maestria di Maspo Gemmalampo le case sono ricavate negli alberi rovinando il meno possibile lo strato vivo sotto la corteccia, e grazie alla magia del drago Kaxalandrill gli alberi crescono in larghezza divenendo alberi grassi.
(Il Risveglio dell'Ombra, capitolo sei)
C'è un uso sapiente e non stucchevole della tematica della vita nella natura, e la leggenda di Kaxalandrill è raccontata con maestria.

### I draghi
Fin dall'inizio della narrazione si incontra un drago nella leggenda sulla fondazione di Waelton. Ma i draghi sono estinti da tempo e nessuno crede più alla loro esistenza, così come accadeva ne I draghi del crepuscolo d'autunno. Trugenberger gioca sapientemente con la tematica dei draghi estinti, con alcune perle di bravura. Ad esempio quando una bambina nascosta su un albero racconta del passaggio di un "drago".
Ma i draghi hanno un legame molto più forte con la storia, un legame che di per sé costituisce quasi un sottogenere fantasy. Come nel libro La Pietra Sovrana, sempre di Margaret Weis e Tracy Hickman, il protagonista porta in sé un drago. La tematica è formalizzata nelle regole di gioco di Advanced Dungeons & Dragons e si presta ad interessanti analisi.
Il protagonista lotta contro l'essenza del drago dentro di sé, che si manifestano come crisi epilettiche. Anche qui, la tematica della crisi epilettica che sottende un dono soprannaturale è radicata nella tradizione popolare, e ravvivata anche da autori contemporanei, come lo scrittore noir italiano Eraldo Baldini nel suo Come il Lupo (2006)
Trugenberger sviluppa il tema in modo originale, usando la chiave della crescita personale e della presa di coscienza.

## Edizioni
- Luca Trugenberger, Il risveglio dell'ombra, collana Collezione Immaginario - Fantasy, Fanucci, 2004,  p. 635, ISBN 88-347-1093-2.

### Opere di riferimento
- I draghi del crepuscolo d'autunno
- Il Signore degli Anelli
- Le avventure di Tom Sawyer